# Енергетична криза
Енергетична криза — явище яке виникає, коли попит на енергоносії значно перевищує їх пропозиції. Її причини можуть перебувати в галузі логістики, політики або фізичного дефіциту (див. Пік нафти). Енергетична криза є будь-яким значним вузьким місцем у постачанні енергоресурсів до економіки. У літературі вона часто відноситься до одного з джерел енергії, що використовуються в певний час, і місці, зокрема, ті, що постачають національні електромережі або ті, які використовуються як паливо в промисловому розвитку. Зростання населення призвело до сплеску світового попиту на енергію за останні роки. У 2000-х роках, цей новий рівень попиту — разом із напруженим становищем, падінням долара США, зменшенням розвіданих запасів нафти, пов'язаним з піком нафти, а також ціною нафти — викликали енергетичну кризу 2000-х років.
Енергетичні кризи в історії: 1973, 1979-1980, 1990, 2000, 2004 і 2005, 2007, 2008 і 2009, 2021 роки.
Американський економіст Джеремі Ріфкін підкреслює необхідну гармонію розширення соціального спілкування та контролю агентів, енергетичних джерел та транспортних засобів (не в останню чергу для передавання самої енергії) на будь-якому новому рівні економічного розвитку.

## Інтернет-ресурси
- Energiekrise Seite der deutschen Association for the Study of Peak Oil and Gas (ASPO) [Архівовано 30 грудня 2011 у Wayback Machine.]
- BUND Info:Weltweite Energievorräte / Energiereserven / Energieressourcen [Архівовано 12 травня 2013 у Wayback Machine.]  (PDF-Datei; 158 kB)